# Пьянфетти, Максим
Максим Пьянфетти (фр. Maxime Pianfetti, род. 15 марта 1999, Тарб) — французский фехтовальщик-саблист, бронзовый призёр летних Олимпийских игр 2024 года, чемпион Европы и III Европейских игр 2023 года, серебряный призёр чемпионата мира 2023 года. Участник летних Олимпийских игр 2024 года.

## Биография
Максим начал заниматься фехтованием в возрасте пяти лет.
В 2018 году, после блестящих результатов на молодёжном уровне и завоевания титула чемпиона Европы среди юниоров, Максим поступил в Национальный институт спорта, экспертизы и производительности (INSEP) в Париже. В 2022 году в Каире стал вице-чемпионом мира, в финале уступил спортсмену из Венгрии Арону Силадьи.
В мае 2023 француз выиграл национальный титул, а затем победил в командном турнире на совмещённом чемпионате Европы, который состоялся в Кракове в рамках проведения III Европейских игр.
В июле 2024 года на летних Олимпийских играх в Париже, в командных соревнованиях выиграл бронзовую медаль в составе французской команды саблистов.